# Shibataeina
Les Shibataeina (Shibataeinae) són una subtribu de bambús de la família de les poàcies, que comprèn 9 gèneres.

## Gèneres
- Chimonobambusa
- Hibanobambusa
- Indosasa
- Phyllostachys
- Qiongzhuea
- Semiarundinaria o Brachystachyum
- Shibataea
- Sinobambusa
- Temburongia